# スラッガーズ・ワイフ
『スラッガーズ・ワイフ』（The Slugger's Wife）は、ハル・アシュビー監督、ニール・サイモン脚本による1985年のアメリカ合衆国のロマンティック・コメディ映画である。出演はマイケル・オキーフ、レベッカ・デモーネイ、ランディ・クエイドらである。

## あらすじ
アトランタ・ブレーブスに所属するダリル・パーマー（マイケル・オキーフ）がロック歌手のデビィ・ヒューストン（レベッカ・デモーネイ）と恋に落ち、結婚する。

## キャスト
- マイケル・オキーフ
- レベッカ・デモーネイ
- ランディ・クエイド
- クリーヴァント・デリックス
- マーティン・リット
- リサ・ラングロワ（英語版）
- ラウドン・ウェインライト三世（英語版）
- ジョーガン・ジョンソン（英語版）
- ダニー・タッカー
- リン・ウィットフィールド（英語版）

※日本語吹替は、1985年に公開されたJAL機内上映版が存在する。

## 評価
主題歌の「Oh, Jimmy!」が第6回ゴールデンラズベリー賞最低主題歌賞にノミネートされた。